# Istočnouvejski-Niuafo’ou jezici
Istočnouvejski-Niuafo’ou jezici (privatni kod: euni), malena podskupina polinezijskih jezika koji se govore na Tongi i Wallisu i Futuni. Ukupan broj govornika iznosi nešto preko 30.000, od čega svega 690 (1981 SIL) na niuafo’ou. Niuafo’ou je možda dijalekt istočnouvejskog a govori se na otocima Niuafo’ou i ’Eua.
Njezina jedina dva predstavnika su niuafo’ou [num] (Tonga) i istočnouvejski ili Walliški ili valisij(an)ski) [wls] (Wallis i Futuna). Dio je šire samoičke skupine koju čini s ellicejskim, futunskim,  pukapuka, samoanskim i tokelau jezicima.

## Vanjske poveznice
- Ethnologue (14th)
- Ethnologue (15th)